# Szerik
A szeri (spanyolos írásmóddal seri, saját nyelvükön konkaak vagy comcáac) indián népcsoport tagjai a mexikói Sonora államban élnek. A konkaak név annyit jelent, hogy „az emberek”, a jaki nyelvből származó szeri szó viszont azt jelenti: „homoki emberek”.

## Létszámuk
A 2000-es népszámlálás szerint a szerik száma 716 fő volt, míg 2010-ben a szeri nyelv beszélőit 764 főnek mérték. 2006-ban a szeri kormány közlése szerint létszámuk kicsit kevesebb mint 1000 fő volt.
A 2000-es népszámlálás részletes adatai szerint a szerik közel egyharmada 15 év alatti volt, míg a 65 éves vagy annál idősebb korosztály mindössze 3,4%-ot tett ki.

## Elterjedésük

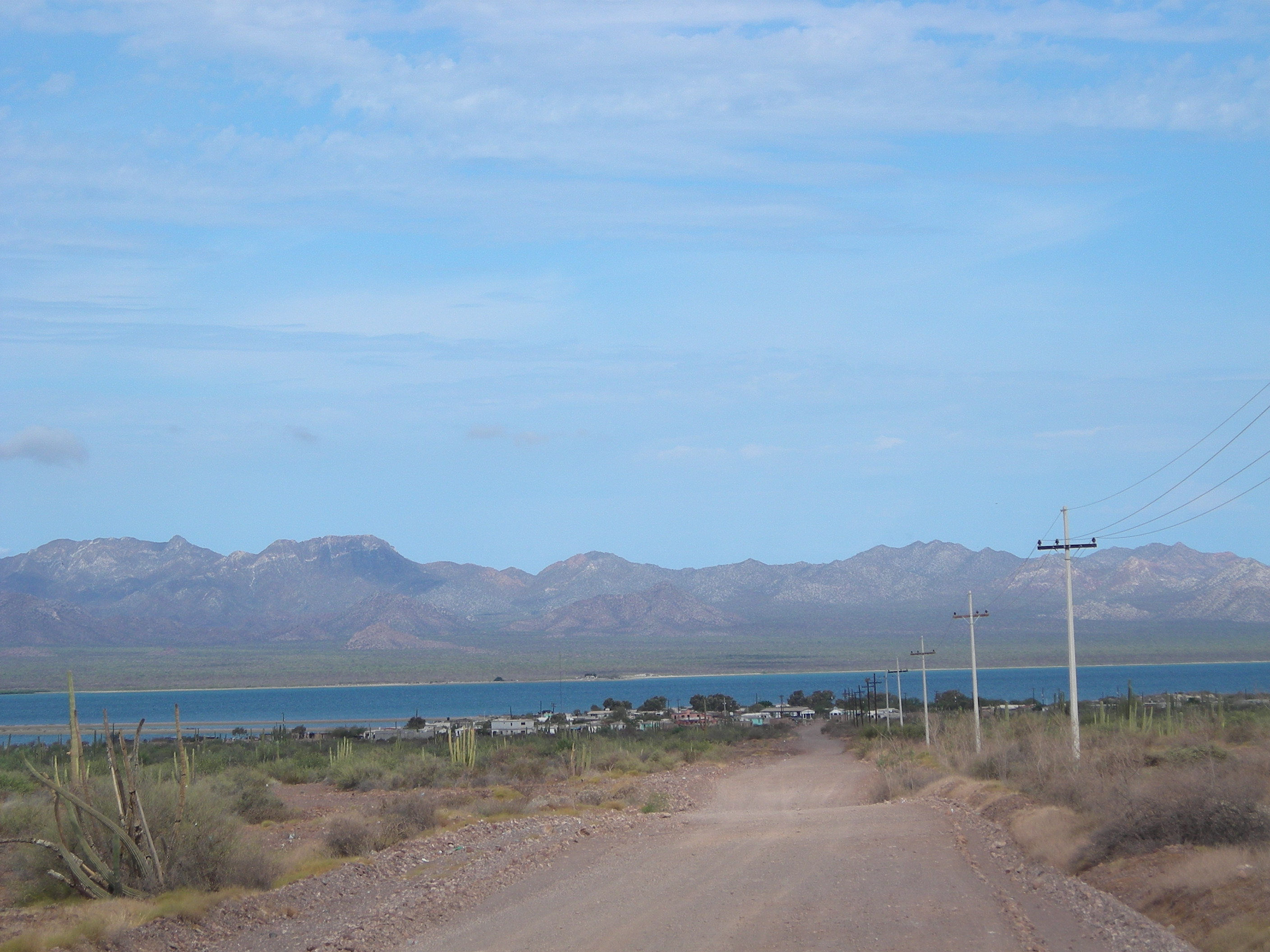
Punta Chueca látképe, háttérben a Tiburón-sziget

A szerik ma a Mexikó északnyugati részén található Sonora állam tengerpartjának két falujában élnek: a Pitiquito községben található Desemboquében (saját nyelvükön Haxöl Iihom) és a Hermosillo községhez tartozó Punta Chuecában (Socáaix), valamint időszakos tengerparti halásztelepeken.
Annak ellenére, hogy létszámuk az ezer főt sem éri el, viszonylag nagy terület az övék: összesen 2110 km², így ők az egyik legnagyobb egy főre eső területtel rendelkező mexikói népcsoport. A szerik földjének egy része a kontinensen, másik fele a Tiburón-szigeten (szeri nevén Tahéjöc) található, sivatagos, mezőgazdasági termelésre alkalmatlan vidék, de megkapták a szigetet a szárazföldtől elválasztó Infiernillo-szorost is, ahol halászhatnak. Földjük nagyrészt sík, de a partvidéken a Sierra Seri, a szigeten pedig az 1218 méter magasra felnyúló Sierra Konkaak töri meg ezt az egyhangúságot. A területen a téli hónapokban akár –8,5 °C-ig is süllyedhet a hőmérséklet, nyáron viszont nem ritka az 50 fokot megközelítő forróság sem. Az éves csapadékmennyiség 75 és 200 mm között van, jelentősebb vízfolyás mindössze egyetlen egy van az egész területen: a Desemboquénél a tengerbe torkolló San Ignacio, de még ez is teljesen kiszárad bizonyos időszakonként. Azokat a föld alatti vízfolyásokat, amelyek Punta Chuecához érnének el a szárazföld belsejéből, kutak és az Adalberto Rodríguez-víztározó segítségével már korábban kiaknázzák az ott élő telepesek.

## Életkörülményeik
A szerik két falujának utcái kövezetlenek, házaik többsége a kormány által 1974 és 1984 között támogatott típusú épület: téglából és betonból épült falú, vízhatlan ponyvával vagy azbeszttel fedett, általában egy vagy két hálószobát, egy konyhát, egy étkezőt és egy fürdőszobát tartalmazó házak, de kisebb számban előfordulnak még régebbi, fából, agyagból (vagy a kettőből vegyesen) épült, kartonlemezzel fedett lakóépületek is. A tengerparton gyakran építik fel hagyományos, kezdetleges kunyhóikat, amelyek nem mások, mint faágakból készült, alagútszerű vázra aggatott zöld vagy száraz növényi részekkel fedett sátorféleségek, de mivel falusi házaikban télen túl hideg, nyáron túl meleg van, ezért előszeretettel készítenek ilyen kunyhókat udvaraikban is, és szívesen töltik ott idejüket.
A falvak házaiban nincs áram- és ivóvíz-szolgáltatás, és nincsenek szennyvízcsatornák sem. Van viszont mintkét településen egy-egy közös fagyasztószoba, ahol a tengerből kifogott zsákmányt tárolhatják.
Amióta a szerik régi, nomád életmódjukról letelepült életformára tértek át, ezzel együtt étrendjük is megváltozott, számos egészségügyi probléma (főként túlsúlyosság, vakság, emésztőrendszeri betegségek és foghullás) jelentkezik náluk. Hagyományos orvostudományi ismereteik nincsenek, bár néhányféle gyógynövényt ismernek.
Megélhetésüket szeptembertől májusig szinte kizárólag a halászat biztosítja, bevételeiket az év többi részében kézművestermékeik (nyakláncok, kosarak és fafaragások) árusításával egészítik ki, illetve vadásznak és gyűjtögetnek más ehető élőlényeket is. Munkabérért dolgozni, mások által meghatározott munkát végezni nem hajlandóak, ilyen okokból nem is hagyják el falvaikat.

## Kapcsolataik más népekkel
A szeri falvak távol esnek más lakott településektől, ezért lakóik viszonylag zárkózott életet élnek. Leggyakrabban Bahía Kino és Hermosillo lakosságával kerülnek kapcsolatba a halkereskedelem miatt, illetve bel- és külföldi turistákkal, akik kézművestermékeiket megvásárolják. Mivel az amerikaiak a múltban csak más indián törzsek ellen harcoltak és más indiánok földjeit vették el, a szerikhez nem jutottak el, ezért az amerikaiakkal sok esetben jóval barátságosabban viselkednek, mint a mexikóiakkal szemben, akik annak idején a szerik ellenségei voltak.

## Történetük
A szerik régészeti leletek szerint már legalább 2000 éve azon a partvidéken élnek, ahol ma is. Valószínű, hogy ide a Kaliforniai-félsziget északi részéről érkeztek kezdetleges nádtutajokon. Ősi területüket délen a Yaqui folyó, délnyugaton a Kaliforniai-öböl, északon és keleten az Altar-sivatag és hegyláncok határolták, valamint az övék volt több sziget, köztük a Tiburón, a San Esteban, a Patos és az Alcatraz is. Vándorló, nomád életmódot folytattak, mindig oda vonultak, ahol megfelelő mennyiségű vizet és élelmet találtak. A nép valószínűleg hat törzsből állt:
| Nevük              | Jelentése                              | Hol éltek                                                       |
| ------------------ | -------------------------------------- | --------------------------------------------------------------- |
| Xica hai ic coii   | Akik ott élnek, ahol a valódi szél fúj | A mai Puerto Lobos és Cabo Pepopa között                        |
| Tahéjöc concáac    | Cápa-emberek                           | A Tiburón-sziget keleti partján és azzal szemközt a kontinensen |
| Heno concáac       | Sivatagi emberek                       | A Tiburón-sziget belsejében                                     |
| Xnaa motat         | Akik délről jöttek                     | A mai Punta Sargento körüli kiterjedt mangrovés vidékeken       |
| Xica hast ano coii | Akik a hegyekben élnek                 | A Tiburón-sziget délnyugati részén és a San Esteban-szigeten    |
| Xica xnai ic coii  | Akik ott élnek, ahol a déli szél fúj   | A mai Guaymas és San Nicolás közötti partvidéken                |

Ezek a törzsek kisebb klánokra (ihiziitim) voltak osztva, de sem a klánoknak, sem a törzseknek nem volt vezetője, csak háborúk vagy ínségek idején nevezték ki a csoport legrátermettebb emberét egyfajta törzsfőnökké. A klánok anyajogú módon szerveződtek, mivel a nők kitüntetett szerepet játszottak az élelmiszer-gyűjtögetésben, ezért gazdasági jelentőségük is nagy volt.
A spanyolok közül Andrés Pérez de Ribas atya volt az első, aki leírást adott a szerikről, ő heri néven említette őket. Földjük a gyarmatosítók számára értéktelen volt, és magukat a szeriket sem találták alkalmasnak rabszolgamunkára, ezért viszonylagos békét hagytak nekik. Ennek köszönhető, hogy a szeri kultúra jobban és ősibb formájában maradt fenn, mint más mexikói indián népeké. A jezsuiták próbálkoztak ugyan hittérítéssel és azzal is, hogy megtanítsák őket a földművelésre, de mindkét kísérletük eredménytelen maradt. Ahogy azonban teltek az évszázadok, az egyre jobban terjeszkedő spanyolok, majd a függetlenség kivívása után a mexikóiak egyre jobban szorították vissza őket a legnehezebb életkörülményeket biztosító vidékekre, és arra kényszerítették őket, hogy számukra előnytelen kereskedelmi ügyleteket bonyolítsanak le. A 19. század közepére az új technológiáknak köszönhetően már a sivatagos területek is hasznosíthatóakká váltak a mezőgazdaság számára, ezért ekkor már a környék urai harcolni kezdtek a szerik földjéért is. Ők, megtizedelődve, a Tiburón-szigetre szorultak vissza, ahol alig volt víz és vadászható állat. A 20. században visszatértek a szárazföldre, és többnyire halkereskedelemből kezdtek megélni. Az 1929-ben kezdődő nagy gazdasági világválság során az elszegényedett mexikóiak tömegesen költöztek be a közeli városokba, ezáltal jelentősen megnőtt a marhahúsnál olcsóbb tengeri termékek iránti kereslet, ez pedig a szeriknek kedvezett.
1936-ban Lázaro Cárdenas köztársasági elnök, meghallgatva segítségkérésüket, letelepítette őket Bahía Kino városában, ellátta őket halászfelszerelésekkel és segített nekik halászszövetségeket létrehozni. Ám mivel a városban egyre nőtt a nem-szeri lakosság, ezért a szerik később a közeli Desemboquébe költöztek át. 1970-ben Luis Echeverría elnök egy 910 km²-es partmenti területet adott nekik ejidóként (közösségi tulajdonba), öt évvel később pedig ugyanő kizárólagos szeri halászhellyé nyilvánította a szárazföldet a Tiburón-szigettől elválasztó Infiernillo-szorost, valamint jelképesen nekik adományozta az egyúttal ökológiai rezervátummá is nyilvánított szigetet.

## Nyelvük
A szerik beszélnek spanyolul is, sőt, van, aki tud angolul, esetleg németül is, emellett az oktatás és a helyi sajtó nyelve is a spanyol, ennek ellenére máig őrzik ősi nyelvüket, a szeri nyelvet, amelyet az egymás közötti kommunikációban rendszerint használnak is.  Ez a nyelv a hokano nyelvekhez, azon belül is a szerijuma családhoz tartozik, legközelebbi rokona a Kaliforniai-félsziget északi részén beszélt juma nyelv, viszont nincs rokonságban a földrajzilag közel élő indián népek uto-azték nyelveivel. Írása latin betűs.
A szeri nyelv folyamatosan bővül, mivel beszélői az új fogalmakra ahelyett, hogy átvennék a megfelelő spanyol szót, inkább saját elnevezést alkotnak.

## Kultúrájuk

### Kézművesség

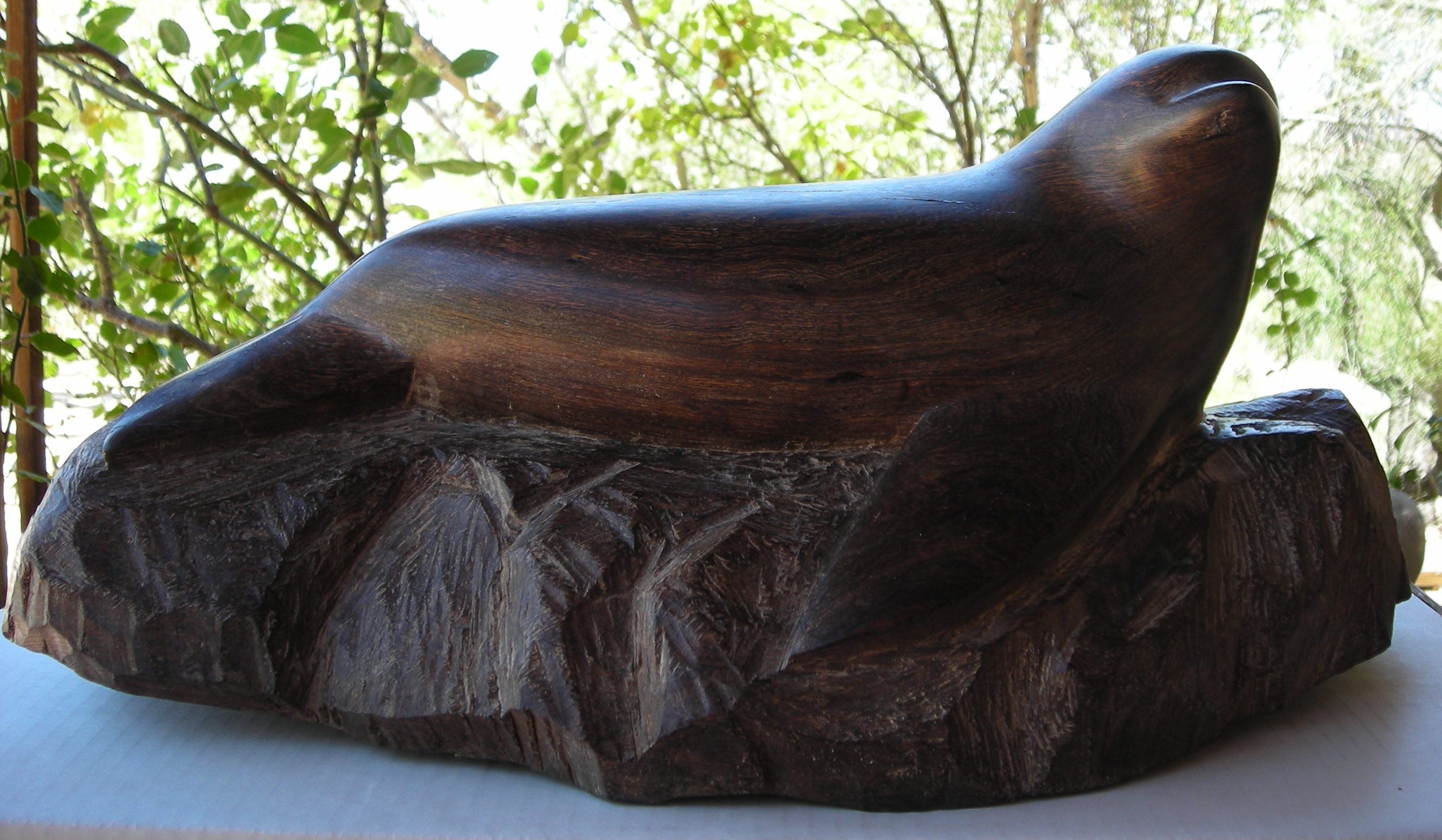
Fókát ábrázoló fafaragás

A szerik megélhetését a halászat mellett a kézművesség biztosítja. Háromféle kézművesterméket állítanak elő: kosarakhoz hasonló tárolóedényeket fonnak, nyakláncokat készítenek, az Olneya tesota nevű kemény fából pedig dísztárgyakat, főként állatokat ábrázoló szobrocskákat faragnak. A kosarak (coriták) elkészítése igen munkaigényes, egy kisebb (20 cm × 20 cm-es) darab is egy hónapig készül, a nagyobbak (például a másfél méter átmérőjűek) akár évekbe is telhetnek. Nem véletlen, hogy egy nagy corita elkészültekor ünnepséget is tartanak, és az sem, hogy ezen termékek ára igen magas; emiatt jórészt külföldi turisták veszik meg őket. A csigákból, kagylókból, kígyó- és halcsontokból, magokból és újabban gyöngyökből is készülő, olcsóbb nyakláncokat már jóval nagyobb számban készítik és adják el belföldön is.

### Vallás
Bár a spanyol gyarmati időszakban a jezsuiták megpróbálkoztak a szerik keresztény hitre való térítésével, nem jártak sikerrel, a katolicizmus egyáltalán nem terjedt el köreikben, ma sincs egyetlen katolikus templomuk sem, protestáns viszont van kettő. Az 1950-es években szinte egyszerre érkezett hozzájuk három protestáns hittérítőcsoport: egy mexikói pünkösdista egyház, az Iglesia Apostólica de la Fe en Cristo Jesús képviselői, 1951-ben egy, a Wycliffe Bibliafordítókhoz tartozó házaspár, Edward és Bett Moser, 1952-ben pedig az American Friends Service Commitee. Utóbbiak, jobb anyagi helyzetüknek köszönhetően Leo Sandoval vezetésével még iskolát is képesek voltak nyitni Desemboquében, míg a Moser-házaspár gyógyszerek, ruhák és élelmiszerek adományozásával, valamint a szeri nyelv megtanulásával közeledett hozzájuk. Nyelvtudásukat arra is felhasználták, hogy elkezdjék elkészíteni az Újszövetség szerire fordítását.
Mindezeknek köszönhetően a szerik hamar elfogadták az új vallást: 1958-ra már mintegy kétharmaduk áttért rá (őket nevezték hiix costimnak, amelynek jelentése „akik énekelnek”), főként a fiatalok, akik szinte minden este részt vettek a pünkösdiek istentiszteletén. Akik viszont nem akarták elfogadni az új szokásokat, úgy döntöttek, elköltöznek: így jött létre a másik ma is lakott szeri falu, a Desemboquétől 63 km-rel délre fekvő Punta Chueca. Bár az új hit segítségével sikerült visszaszorítani a kábítószert és az alkoholt, egyúttal az ősi szertartásokat is betiltották, igaz, később ez a szigor enyhült, és ma a szerik többsége egyszerre gyakorolja a protestáns hitet és tartja meg saját kultúrájából eredő, „pogány” szertartásait.

### Ünnepek
Ünnepeik a természethez, többnyire az emberi élet fontos eseményeihez kapcsolódnak, így a nyár első újholdjakor kezdődő szeri újév megünneplésén kívül tartanak szertartásokat születésekkor és halálozásokkor is, valamint amikor a fiatal lányok elérik azt a kort, amikortól anyák lehetnek. Emellett megünneplik az is, amikor egy-egy nagyobb kosár elkészül, illetve amikor valaki egy kérgesteknős csontjára talál rá. Dalaik és meséik főként az egykori harcosok hőstetteiről, a tengerről és cápákról szólnak. Szertartásaikon a zenét és a hangokat fából és bádogból készült eszközökkel keltik, valamint felfordított tálakon dobolnak. Egyik jellegzetes hangkeltő eszközük a reszelőhöz hasonlatos omichihuatli.

### Arcfestés

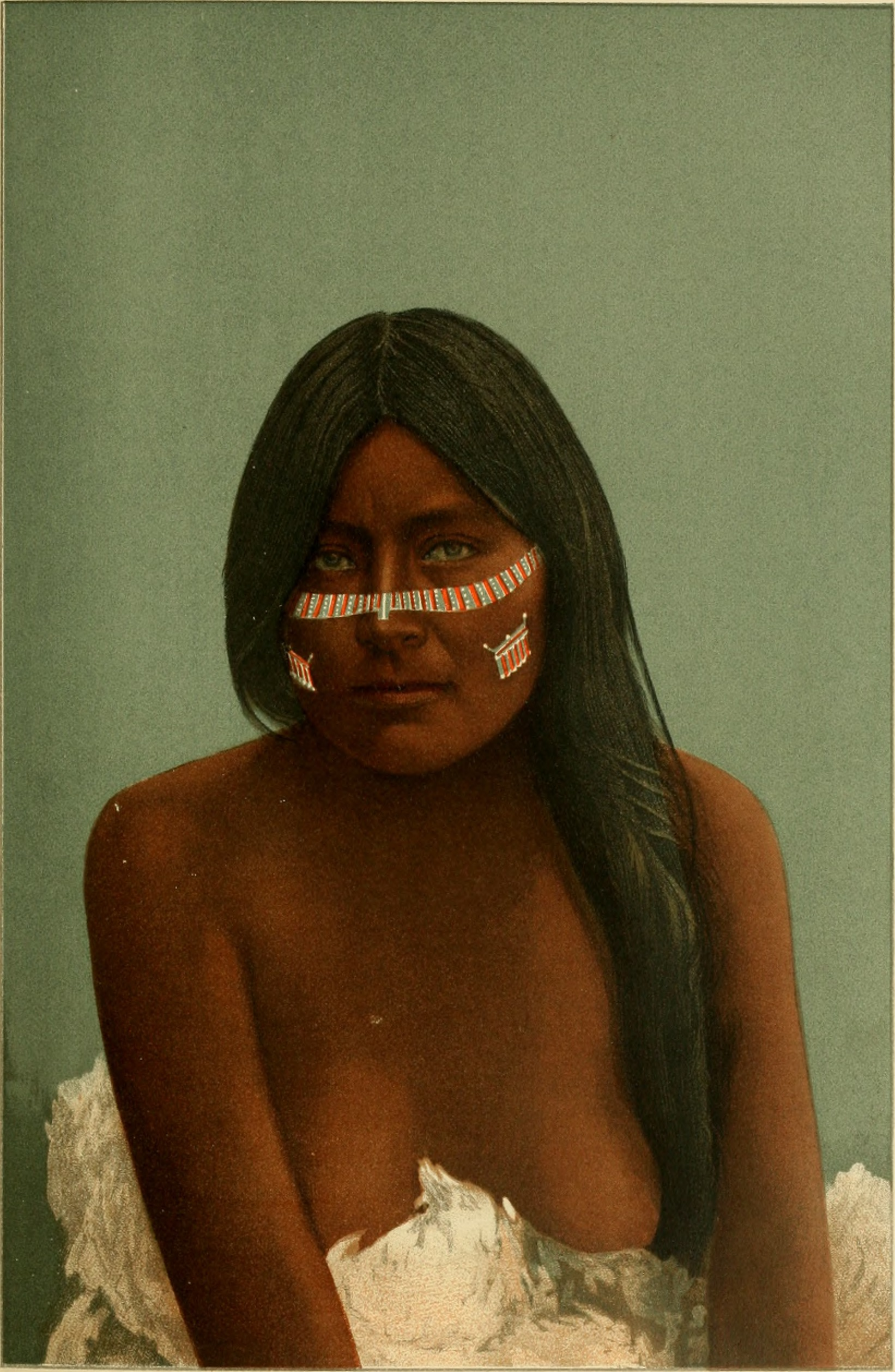
Festett arcú szeri nő a 19. század végén

A szerik régen majdnem minden nap festették arcukat, ma már szinte csak ünnepeik alkalmával él ez a hagyomány. A nemzedékről nemzedékre továbbadott jelképrendszer nem csak díszítő célokat szolgál, hanem szakrális jelentősége, sőt, társadalmi szerepe is van, mivel minden ábra egyedi jelentéssel bír. Más-más elemeket használnak a felnőttek, a serdülők és a gyerekek, valamint különbség van a nők és férfiak arcfestései között is. A díszítésbe azonban mindenki beleviszi saját ízlését is, és az is egyénenként változó, hogy ki mekkora gondot fordít rá: a fiatal lányok többnyire jobban odafigyelnek a részletekre, az idősebbek már kevésbé érzik fontosnak, hogy szépek legyenek, ezért sokszor kevesebb műgonddal díszítik arcukat.
A 20. század közepéig hatféle színt használtak: zöldet, sárgát, feketét, pirosat, kéket és fehéret, ma már csak az utóbbi hármat. A zöld és a sárga hitük szerint a balszerencse ellen védett, a fekete a napon való leégés ellen, a piros a vért, a kék a tengert, a fehér pedig a jószerencsét szimbolizálja. Régen színanyagaikat a természetből (ásványokból és növényekből) nyerték: a pirosat például a xpahooj nevű kő összeőrlésével, majd vízzel való keverésével állították elő, a fehéret mészkőből (antiipxp), a kéket a Guaiacum coulteri nevű, a királydinnye-virágúakhoz tartozó növényből, a sárgát pedig a tengerparton vagy a sivatagban gyűjtött üvegtufából, a pumicitből. 1935–1940 körül rájöttek, hogy ha még cukorral is elkeverik a festékeket, akkor az jobban tapad a bőrükre és az izzadságtól sem kenődik el. Az 1970-es évek óta a kéket indigóból készítik, a piros díszeket ajakrúzzsal festik, sőt, a 21. században már vízfestékeket is használnak.
Ábráik fő tengelye vízszintesen halad az arcon: a két járomcsontot köti össze a szemek alatt az orrnyereg közepén áthaladva. Az arcokon a tengely alatt függőleges vagy ferde vonaldíszekből álló képekkel egészíthetik ki a mintát. A festéket emberi hajból készült ecsettel viszik fel az arcra; egy díszítés elkészítése legalább fél óráig szokott tartani. Mind a férfiak, mind a nők arcát csak nők festhetik.